# McKee, Kentucky
McKee är en stad (city) och administrativ huvudort (county seat) i Jackson County i delstaten Kentucky, USA. 2010 hade staden 800 invånare.